# Jove Artista de l'Any (Premi Sami)

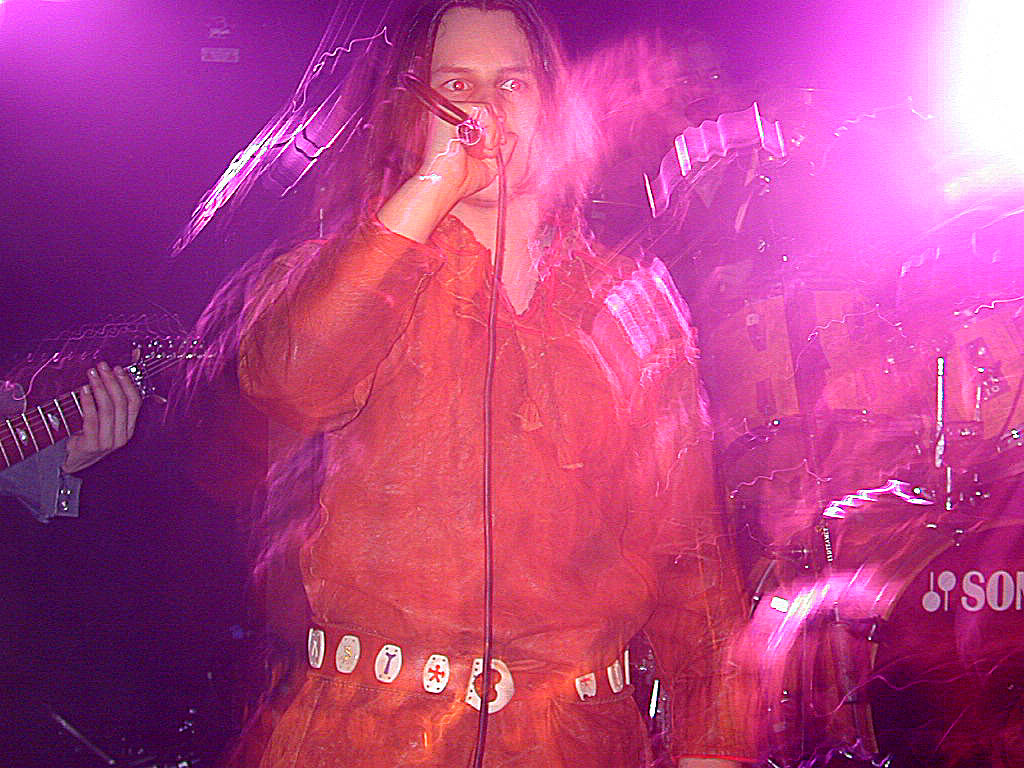
El primer guanyador del premi Lawra Somby

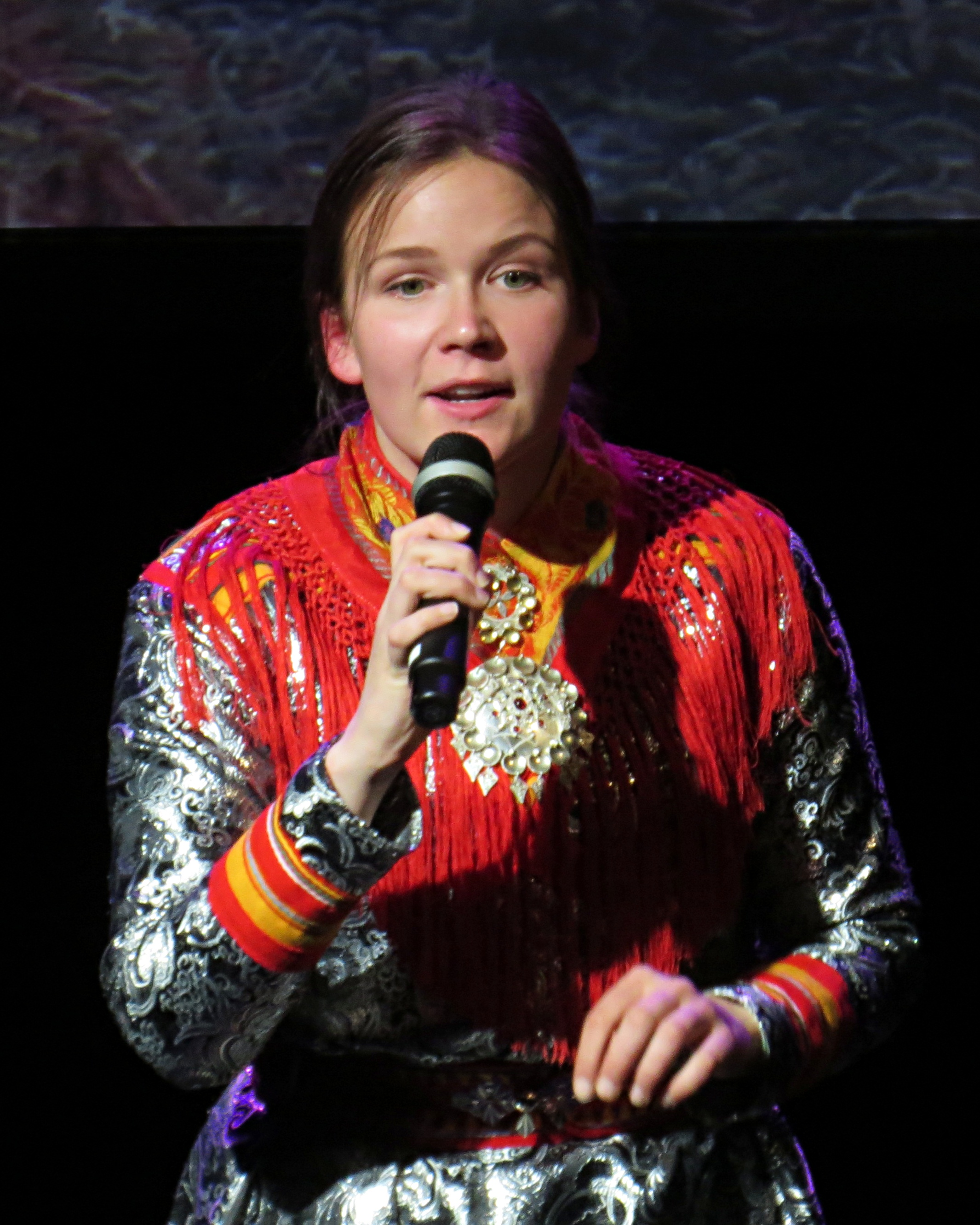
La guanyadora de l'any 2018 Ánná Káisá Partapuoli

Jove artista de l'Any, en sami del nord: Dán jági nuorra dáiddár, en noruec: Årets Unge Kunstnere, és un premi d'art sami que des de l'any 2000 es concedeix anualment. Hi poden optar artistes samis de 15 a 25 anys que presenten una obra relacionada amb la cultura sami. Els guanyadors reben una beca de 25.000 NOK, una estada a la casa de Nils-Aslak Valkeapää a Lásságámmi, i la seva obra es presentada al festival sami Riddu Riđđu i altres esdeveniments culturals.

## Guanyadors[4]
- 2000 Lawra Somby, músic de Tromsø, Noruega
- 2001 Tiina Sanila, música de Sevettijärvi, Finlàndia
- 2002 Sara Marielle Gaup, música de Kautokeino, Noruega
- 2003 Nils Ingvald Gaup, dissenyador de Kautokeino, Noruega
- 2004 Johan Ánte Utsi, músic de Kautokeino, Noruega
- 2005 Sigbjørn Skåden, escriptor de Skånland, Noruega
- 2006 Huui - empresa de disseny de roba, de Ragnhild Dalheim Eriksen de Storfjord Noruega i Therese Lindseth de Troms, Noruega
- 2007 Elisabeth Pettersen Jenssen, fotògrafa d'Olderdalen/Dálošvákki, Noruega
- 2008 Eline Grønvoll, música de Furuflaten, Noruega
- 2009 Anders Sunna, pintor de Jokkmokk, Suècia
- 2010 Niillas Holmberg, músic i poeta d'Utsjok, Finlàndia
- 2011 Marja Bål Nango, realitzadora de Skibotn, Noruega
- 2012 Katarina Barruk, música d'Umeå, Suècia
- 2013 Sarakka Gaup actriu d'Oslo/Kautokeino, Noruega
- 2014 Marja Helena Fjellheim Mortensson, música d'Engerdal, Noruega
- 2015 Elina Waage Mikalsen, artista i música de Tromsø, Noruega
- 2016 Inga-Wiktoria Påve, pintora de Lannavaara, Suècia
- 2017 Ánna-Katri Helander, balladora de Kautokeino, Noruega
- 2018 Ánná Káisá Partapuoli, poeta slam de Skånland, Noruega[4]
- 2019 Emil Karlsen, músic d'Omasvuotna, Noruega[5]
- 2020 cancel·lat
- 2021 Biret Haarla i Gáddjá Haarla, balladores de Dálvadas, Finlàndia
- 2022 Márjá Karlsen[6]
- 2023 Mihkkal Hætta[7]
- 2024 Kai Mikkel Balto[8]